# Diania cactiformis
Diania cactiformis é uma espécie de animal considerada o primeiro elo perdido conhecido entre os vermes e os artrópodes.